# Balakata luzonica
Balakata luzonica là một loài thực vật có hoa trong họ Đại kích. Loài này được (Vidal) Esser mô tả khoa học đầu tiên năm 1999.